# Mademoiselle Montansier
Pour les articles homonymes, voir Montansier et Brunet.
Marguerite Brunet, dite Mademoiselle Montansier, née à Bayonne le 19 décembre 1730 et morte à Paris le 13 juillet 1820, est une comédienne et directrice de théâtre française.

## Biographie

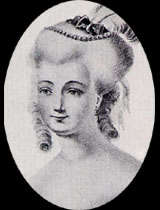
Mlle Montansier.

Née Marguerite Brunet en 1730 à Bayonne, elle est la fille de Marie Capdevielle et de Jacques Brunet, épinglier puis forgeron, mais prétendra qu'il était avocat. Elle est envoyée en pension dans la maison des Ursulines de Bordeaux avant que son père mourant l'envoie en apprentissage à Paris chez une tante par alliance, Mme Hyacinthe Montansier, marchande de mode à laquelle elle empruntera son nom. Elle rencontre dans la boutique de mode Jean-Gabriel Hurson, un conseiller au Parlement de Paris à l'avenir prometteur, dont elle fait son amant. Lorsqu'il est nommé intendant de la Martinique en 1750, Marguerite le suit. Abandonnée par ce dernier, elle s'établit marchande de mode à Saint-Domingue puis se lance dans le commerce de jeunes mulâtresses. Expulsée de l'île, elle s'installe à Paris, rue Saint-Honoré où elle ouvre un salon de jeu fréquenté par la jeunesse dorée, ce qui lui permet de faire son entrée dans la haute société. 
Ayant obtenu grâce à sa liaison avec le marquis de Saint-Contest la direction d'un petit théâtre rue Satory à Versailles, elle attire l'attention de la reine Marie-Antoinette en lui servant une soupe aux choux sur scène lors de la représentation de la pièce Les Moissonneurs, et décroche en 1774 le titre de « Directrice des Spectacles à la suite de la Cour ». Elle obtient du nouveau roi Louis XVI, en 1775, le privilège exclusif d'organiser les bals et spectacles de Versailles, suivi en 1779 de celui des théâtres de Fontainebleau, Saint-Cloud, Marly, Compiègne, Rouen, Caen, Orléans, Nantes et Le Havre. Forte de ces appuis, elle fait construire à Versailles son premier théâtre – dit « de la rue des Réservoirs » et bientôt rebaptisé « théâtre Montansier » – qu'elle inaugure le 18 novembre 1777 en présence de Louis XVI et de la reine. 
Elle profite de la Révolution pour s'installer à Paris en 1790 en compagnie de son amant, le comédien Honoré Bourdon dit « de Neuville », et prendre possession du théâtre des Beaujolais, sous les arcades du Palais-Royal (elle tient aussi salon au premier étage du Café de Chartres, galerie de Beaujolais). Après de gros travaux de restauration, l'inauguration a lieu le 12 avril 1790 avec Les Époux mécontents, opéra en quatre actes de Dubuisson et Storace. Successivement rebaptisé « théâtre Montansier », « théâtre du Péristyle du Jardin-Égalité », « théâtre de la Montagne », « Variétés-Montansier » et enfin tout simplement « Variétés », elle le dirigera jusqu'en 1806. Toujours détentrice des privilèges de la Cour désormais installée aux Tuileries, elle fait représenter avec succès des opéras italiens en version française, s'attirant les jalousies des protecteurs de l'Académie Royale de Musique, exilée à la Porte Saint-Martin.
Suivant les armées de Dumouriez dans les Pays-Bas autrichiens avec 85 artistes et employés de son théâtre, elle assiste à la bataille de Jemappes puis prend la direction de la troupe du Théâtre de la Monnaie de Bruxelles en janvier 1793 et la rebaptise « Comédiens de la République française ». Elle regagne Paris en mars, lors du repli des troupes françaises et de la restauration du gouvernement autrichien, et fait édifier le « Théâtre-National », rue de la Loi (act. square Louvois) qu'elle inaugure le 15 août. Emprisonnée le 25 Brumaire (15 novembre) par la Terreur sous prétexte d'avoir reçu des fonds des Anglais et de la Reine ou d'avoir voulu mettre le feu à la Bibliothèque nationale voisine, la troupe de chanteurs-comédiens qu'elle a créée se fond dans celle du « Théâtre-Français » du Faubourg Saint-Germain et la salle passe sous le contrôle de l'Opéra (elle sera détruite en 1820 en représailles à l'assassinat du duc de Berry).
Déclarée innocente, elle est libérée dix mois plus tard et obtient de haute lutte de larges compensations financières. Elle épouse de Neuville le 5 septembre 1799 (à presque 70 ans !) puis crée en 1801 au théâtre Olympique, rue de la Victoire (9e arr.), une nouvelle troupe de chanteurs italiens appelée « Opera-Buffa » et rapidement surnommée « Italiens ». Napoléon Bonaparte, alors premier consul, décide son transfert salle Favart en 1802, jugeant cette dernière plus prestigieuse. La troupe fusionnera  en 1804 avec celle du théâtre Louvois dirigée par Louis-Benoît Picard pour devenir le « théâtre de l'Impératrice ». L'année précédente, de Neuville meurt alors que Marguerite est emprisonnée quelques semaines pour dettes.
Obligée par décret de quitter le Palais-Royal en 1806 (les Comédiens-Français voisins trouvant qu'elle leur porte ombrage) mais toujours infatigable, elle arrache à Napoléon l'autorisation d'édifier un nouveau théâtre boulevard Montmartre et ce, malgré un décret limitant désormais le nombre de salles parisiennes à 8.
Elle y transfère ses Variétés et le 24 juin 1807, le Tout-Paris assiste à la première représentation du Panorama de Momus, vaudeville de Marc-Antoine Désaugiers. Les succès s'enchaînant - ainsi que les cabales -  elle délègue la direction au comédien Mira Brunet et s'éteint paisiblement le 13 juillet 1820 à 89 ans.
Une comédie en quatre actes et un prologue de de Flers et Caillavet, créée en 1904 à la Gaîté par Réjane, lui rend hommage : La Montansier.